# 107 mm armata dywizyjna wz. 1940 (M-60)
107 mm armata dywizyjna wz. 1940 (M-60) (ros. 107-мм дивизионная пушка образца 1940 года, М-60) – radziecka armata polowa wyprodukowana w krótkiej serii w latach 1940–1941.
W 1939 roku wywiad sowiecki poinformował szefa GAU, marszałka G.I. Kulika, że przemysł niemiecki jest gotowy do rozpoczęcia produkcji nowych, silnie opancerzonych czołgów uzbrojonych w armaty kalibru 100 mm. W związku z tą informacją uznano, że sowieckie armaty przeciwpancerne kalibru 45 mm oraz armaty dywizyjne kalibru 76 mm nie będą w stanie skutecznie zwalczać czołgów niemieckich. 
Dlatego decyzją GAU przyspieszono trwające już prace nad 107 mm armatą dywizyjną. Prace te rozpoczęto na początku 1939 roku i ich efektem były prototypy armat M-25, M-45 i M-60. Po próbach prototypów postanowiono kontynuować rozwój armaty M-60 skonstruowanej w Fabryce Nr 172 w Permie. Po dalszych testach przeprowadzonych pod koniec 1939 i w pierwszej połowie 1940 roku armatę M-60 przyjęto do uzbrojenia. Produkcję działa uruchomiono w nowo powstałej Fabryce Nr 352 w Nowoczerkasku. Wyprodukowała ona 24 armaty w 1940 roku, a następnie 103 w 1941, po czym produkcję przerwano w wyniku zajęcia miasta przez wojska niemieckie. Nie udało się w całości ewakuować urządzeń fabryki, co było jednym z powodów całkowitego zaniechania dalszej produkcji działa. Małą liczbę dział wyprodukowała też fabryka w Permie.

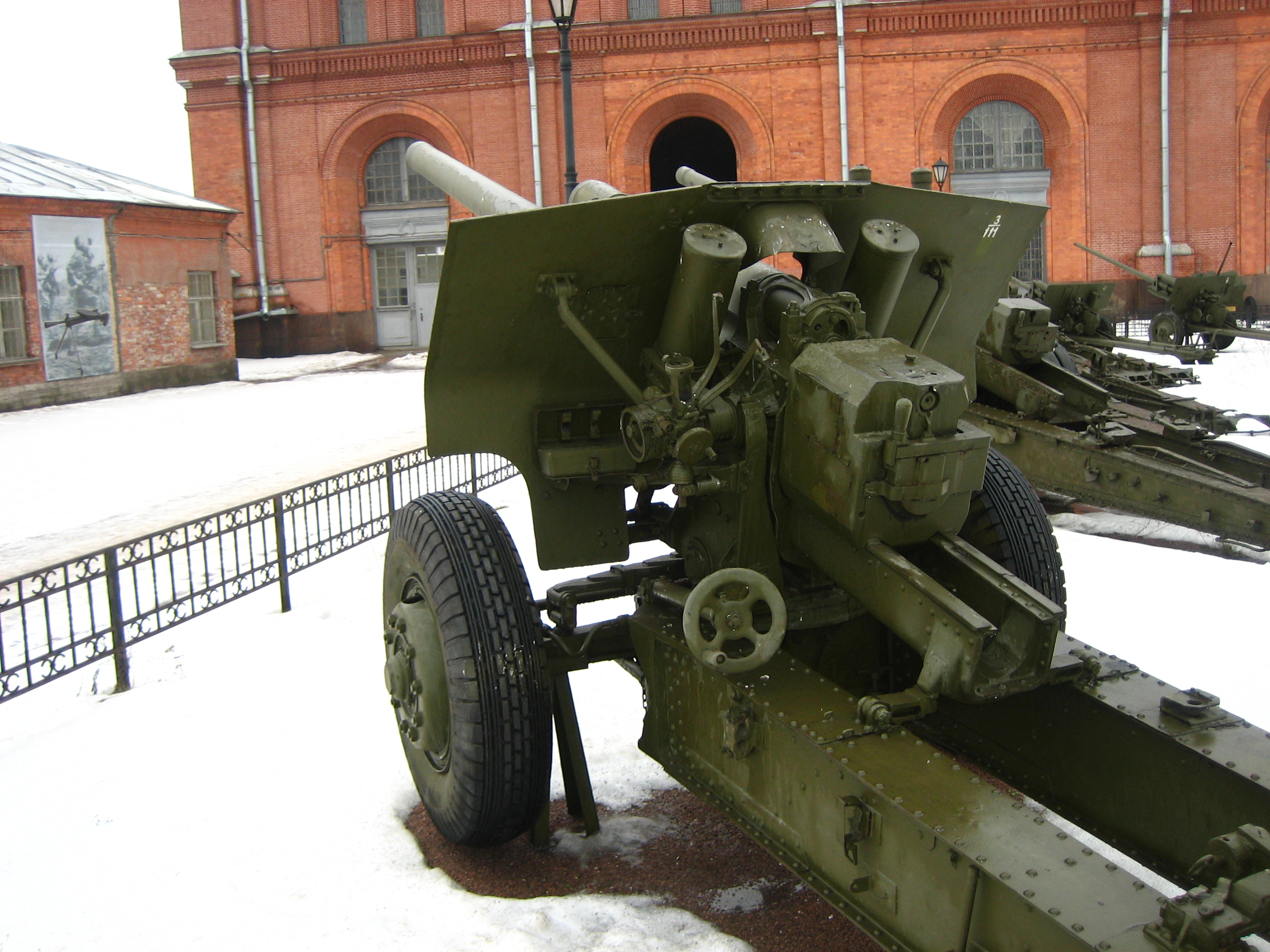

Po przerwaniu produkcji M-60 nie uruchomiono produkcji innych armat kalibru 107 mm takich jak prototypowe ZiS-24 i 25 konstrukcji Grabina, czy tego samego kalibru armaty 9S-1.
Według planów armaty M-60 miały stanowić uzbrojenie artylerii dywizyjnej, jednak planu tego nie zrealizowano. Wiosną 1941 roku rozpoczęto formowanie dwupułkowych brygad artylerii przeciwpancernej. W każdym pułku jeden z dywizjonów miał być wyposażony w armaty M-60. Zakończenie produkcji tych dział sprawiło, że większość dywizjonów w miejsce armat M-60 wyposażono w działa przeciwlotnicze 52-K kalibru 85 mm. Pod koniec 1941 brygady te rozwiązano, a pozostałe działa były przydzielone do samodzielnych dywizjonów artylerii przeciwpancernej. Armaty M-60 były używane do końca wojny, choć z powodu ich małej liczby nie odegrały znaczącej roli.